# Doron de Belleville
Pour les articles homonymes, voir Doron et Belleville.
Le Doron de Belleville ou Torrent du Merderet est une rivière française, affluent gauche du Doron de Bozel, et donc sous-affluent de l'Isère puis du Rhône. Le Doron de Belleville coule en région Auvergne-Rhône-Alpes, dans le département de la Savoie.

## Géographie
La longueur de son cours d'eau est de 28,6 km. Il s'appelle torrent de Péclet jusqu'à sa confluence avec le torrent du Lou, pour Géoportail dans sa partie haute sur la station de Val Thorens. Il prend donc source au lac Blanc, sur la commune de Les Belleville et plus précisément sur la commune déléguée de Saint-Martin-de-Belleville, sur la station de Val Thorens, à 2 749 mètres d'altitude.
Il coule globalement du sud vers le nord-ouest en faisant un arc vers l'ouest. La vallée porte le nom de vallée des Belleville.

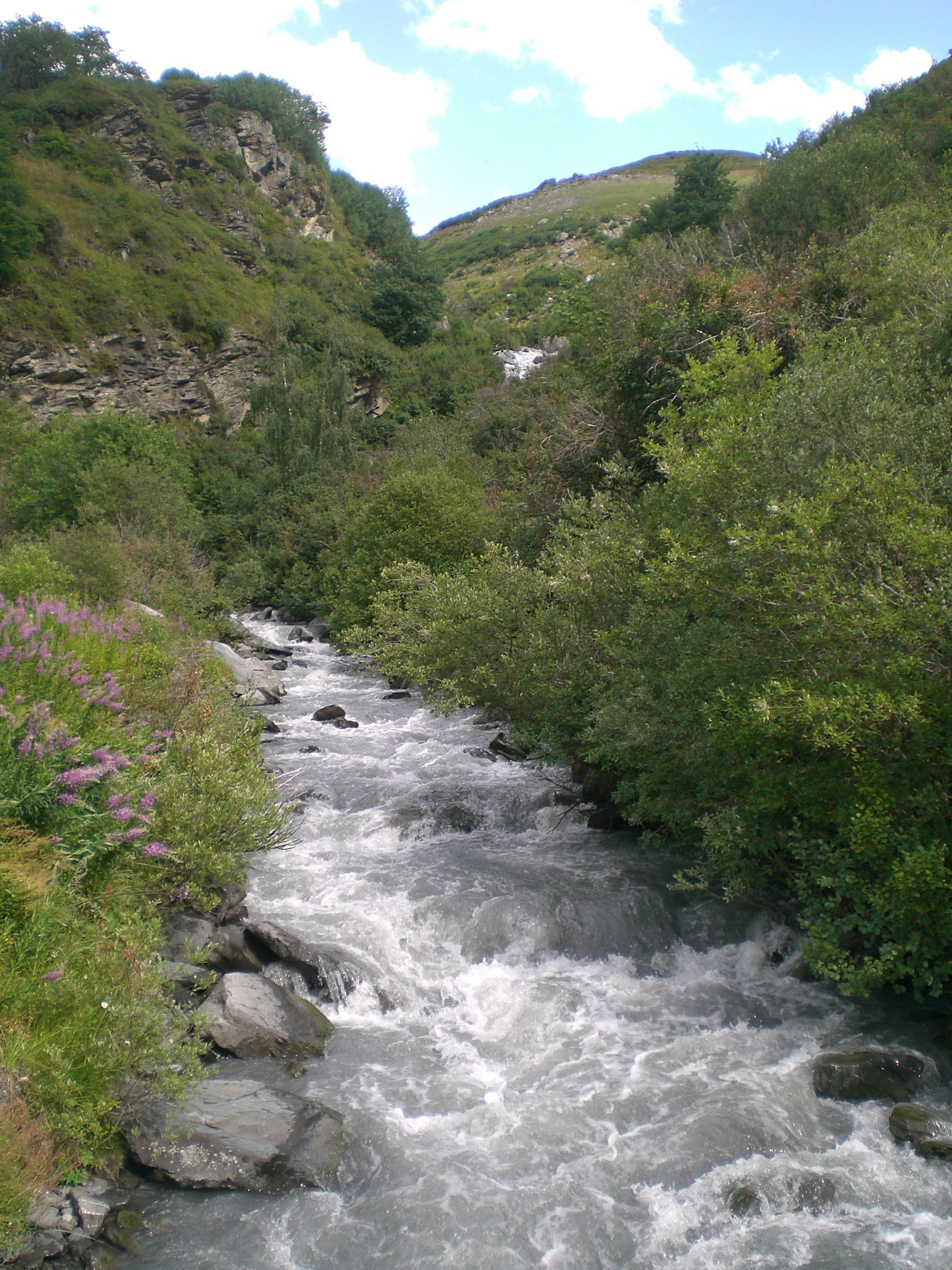
le torrent de Péclet en venant de Val Thorens.

Il conflue avec le Doron de Bozel, sur la commune de Salins-Fontaine précisément sur la commune déléguée de Salins-les-Thermes, à environ 500 mètres d'altitude, donc au-dessus de Moûtiers.
La confluence entre le Doron de Bozel, celui de Belleville, avec l'Isère, porte parfois le nom de « X tarin ». Les auteurs de Une vieille vallée épouse son siècle (1976) décrivent ainsi le X « l'Isère coudée simule les deux bras, levés vers le Nord ; Doron de Bozel et Doron des Belleville campent solidement notre majuscule sur ses deux pieds, l'enracinent dans la Vanoise ».

### Communes et canton traversés
Dans le seul département de la Savoie, le Doron de Belleville traverse trois communes et un canton :
- dans le sens amont vers aval : il prend sa source sur la commune de Les Belleville, traverse Saint-Jean-de-Belleville, et conflue sur la commune de Salins-Fontaine[1].

Soit en termes de canton, le Doron de Belleville est entièrement dans le canton de Moûtiers.

### Bassin versant
Selon le SANDRE, le Doron de Belleville traverse les deux zones hydrographiques « Le Doron de Bozel du Doron de Belleville inclus à l'Isère » (W024) « Le Doron de Bozel du Doron des Allues inclus au Doron de Belleville » (W023). En fait la zone hydrographique W023 correspond au bassin versant du Doron des Allues. La zone hydrographique W024 correspond exactement au bassin versant du Doron de Belleville. La superficie de cette zone hydrographique W024 est de 231,31 km2,.
Les cours d'eau voisins sont l'Isère et le doron de Bozel au nord, le doron de Bozel au nord-est, le Doron des Allues à l'est, l'Arc au sud-est, sud, sud-ouest et à l'ouest, et l'Eau Rousse et le Morel au nord-ouest.
Concernant les noms de vallées, il est aussi à rappeler que le doron de Belleville, affluent de l'Isère est dans la vallée de la Tarentaise, juste au-dessus de la vallée de la Maurienne, nom de la vallée de l'Arc, grand affluent gauche de l'Isère.

### Organisme gestionnaire
L'organisme gestionnaire est un EPTB : le Syndicat mixte des bassins hydrauliques de l'Isère : le Symbhi.

## Affluents
Le Doron de Belleville a trente-quatre (34) affluents contributeurs:
- le torrent de Thorens (rg[note 3]), 3,6 km sur la station de Val Thorens (Les Belleville) et venant du Glacier de Thorens sous la pointe de Thorens (3 262 m). Il passe à côté du lac de Thorens, et des lacs de Tête Ronde.
- le ruisseau de Caron[note 4] (rg), 3,3 km venant de la Cime de Caron (3 193 m)

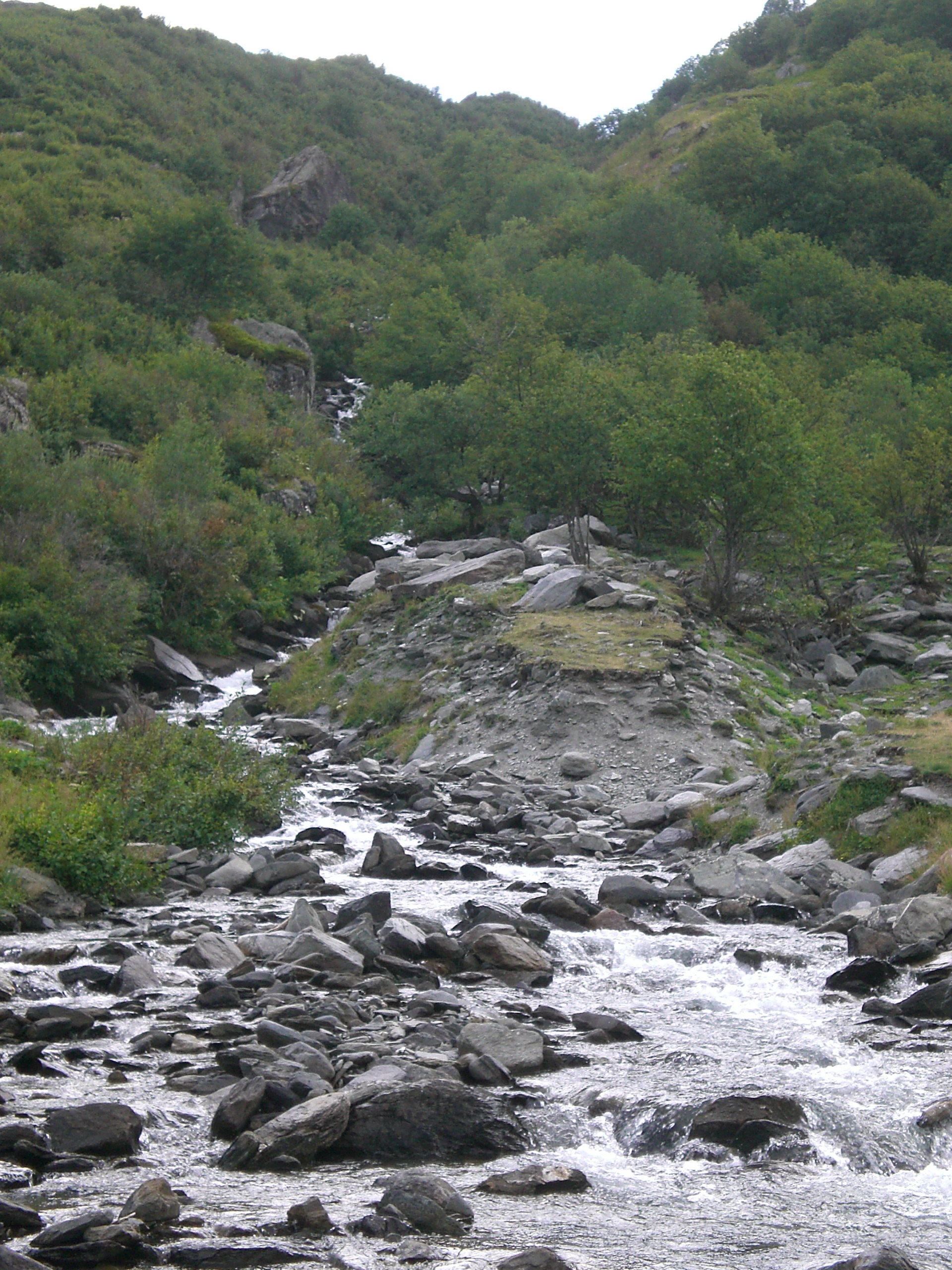
Le Torrent du Lou aux Menuires.

- le torrent du Lou (rg), 4,3 km, vient du Lac de la Masse sous la Pointe de la Masse (2 803 m) s'alimente aussi des deux lacs de Montfiot pour rejoindre le lac du Lou (le plus grand lac des Menuires) et de confluer au niveau du plan de l'eau. Le torrent du Lou a deux affluents :
  - le ruisseau du Revers (rd) 4,3 km venant des Lacs de Pierre Blanche, sous le Mont Brequin (3 191 m).
  - le ruisseau de Boismint (rd), 1 km
- le ruisseau des Plans (rd), 2,6 km avec les lac des Echauds et lac de Montaulever.
- le ruisseau des Bruyères (rd), 1,5 km avec le lac de l'Etelé et le lac des Combes.
- le ruisseau des Enverses (rg), 4 km venant du lac Longlet et passant par le lac Noir.
- le ruisseau des Allamands (rd), 2,7 km,
- le ruisseau de Reynaud (rd), 2 km
- le ruisseau des Yvôses (rg), 2,6 km confluant au-dessus du village du Bettaix.
- le ruisseau de Praranger (rd), 1,3 km
- le ruisseau de la Fémaz (rd), 3,3 km
- le ruisseau de Gorand (rg), 4,8 km confluant au-dessus du moulin de Burdin.
- le ruisseau de la Roche (rd), 3 km, confluant au-dessus de Saint-Marcel.
- le ruisseau des Verneys (rd), 1,4 km, traversant Saint-Marcel.
- le ruisseau de la Girode (rg), 2,6 km venant du Geffriand (2 396 m) avec un affluent :
  - le ruisseau de Chaffat (rg), 1,3 km venant de la Pointe de la Fenêtre (2 268 m).
- le ruisseau de Cartagnoulaz (rd), 1,7 km
- le ruisseau des Foyères (rg), 1,7 km
- le ruisseau de la Perrière (rg), 2,4 km
- le ruisseau de la Loy (rd), 2,4 km traversant Saint-Martin-de-Belleville.
- le ruisseau Nant Giraud (rd), 1,2 km passant en dessous de Saint-Martin-de-Belleville et au-dessus de Villarabout.
- le ruisseau Nant Benoît (rd), 2,3 km traversant Villarabout.
- le torrent des Encombres (rg), 14,3 km avec dix-sept affluents et confluant au niveau de Villarenger.
- le ruisseau de Cacabeurre (rd), 3,6 km passant au-dessus de Béranger.
- le ruisseau de la Combe (rg), 2,1 km
- le ruisseau de Combe Varin (rd), 2 km
- le torrent le Nant Brun (rg), 10,9 km avec huit affluents et confluant avant Saint-Jean-de-Belleville.
- le ruisseau Nant Mollard (rd), 2,1 km
- le ruisseau la Creuse (rd), 2,1 km
- le ruisseau Nant Torchet (rd), 2,2 km, sur Saint-Jean-de-Belleville et Saint-Martin-de-Belleville (commune déléguée de Les Belleville).
- le ruisseau du Gollet (rg), 3,8 km
- le ruisseau du Grey (rd), 1,8 km
- le ruisseau des Prés d'Enfer (rd), 1,9 km, sur la commune de Les Allues et les communes déléguées de Villarlurin (commune déléguée de Les Belleville) et Fontaine-le-Puits (commune déléguée de Salins-Fontaine).
- le ruisseau de Villaroux (rd), 1,2 km, sur Fontaine-le-Puits et Villarlurin.
- le ruisseau de Frénan (rd), 1,4 km sur Villarlurin.

### Rang de Strahler
Le rang de Strahler est de trois pour le torrent des Encombres et le Nant Brun donc de quatre pour le Doron de Belleville.

## Hydrologie
Son régime hydrologique est dit régime nival.

## Aménagements et écologie

### Aménagement hydroélectrique
EDF a installé une galerie souterraine captant les eaux du Doron des Allues, du Doron de Belleville (prise d'eau de Praranger), du Torrent des Encombres, du Nant Brun, du Morel de l'Eau Rousse, du Bridan et du Nant-Pérou. Elle conduit ces dernières au barrage de la Coche, construit en 1972 et situé à 1 400 m d'altitude. Sa capacité est de 2,1 millions de mètres cubes. Ces eaux sont ensuite turbinées à la centrale de La Coche (commune d'Aigueblanche). C’est sur ce site qu’a été expérimenté la première station de transfert d’énergie par pompage, pour utiliser les excès de kWh d’origine nucléaire en heures creuses. Ces kWh inutilisés servent à pomper et à refouler l’eau du bassin d’Aigueblanche vers la centrale de La Coche.

### Ouvrage
- Louis Chabert et Lucien Chavoutier, Une vieille vallée épouse son siècle. Petite géographie de la Tarentaise, Gaillard (imp.), 1976, 190 p. (ASIN B0014MF2PQ), p. 140.

### Article
- Jacqueline Roubert, « La seigneurie des Archevêques Comtes de Tarentaise du Xe au XVIe siècle », Mémoires de l'Académie des sciences, belles-lettres et arts de Savoie, impr. Chatelain (Chambéry), no 6, tome 5,‎ 1961, p. 38 (lire en ligne).